# American Tower
American Tower ist ein US-amerikanischer Betreiber von Anlagen für die Drahtlos-Kommunikation. Das Unternehmen ist als ein REIT strukturiert und verfügt in 26 Ländern weltweit über mehr als 225.000 Sendeanlagen zur Datenübermittlung und Kommunikation, großteils Sendemasten. Diese Anlagen verleast American Tower an Anbieter von Telekommunikationsdienstleistungen, Radio- und Fernsehsender, Regierungsorganisationen oder andere öffentliche Einrichtungen. Das Unternehmen wurde 1995 als eine Einheit von American Radio Systems gegründet und 1998 ausgegliedert, nachdem American Radio Systems in der CBS Corporation aufgegangen war. Bereits kurz nach der Gründung 1995 begann das Unternehmen mit dem Aufkauf alter Richtfunkmasten von AT&T und bot Mobilfunkanbietern die Sendestandorte an. Im Jahr 2005 fusionierte American Tower mit SpectraSite Communications, wodurch das Unternehmen zu einem der größten Sendemastbetreiber Nordamerikas wurde.
American Tower gehörte 2018 zu den 100 Unternehmen mit der größten Gewichtung im US-Aktienindex S&P 500.